# Classe Edgar (nave di linea)
La classe Edgar fu una classe di tre navi di linea di quarta classe da 60 cannoni della Royal Navy britannica. Entrate in servizio tra il 1758 e il 1759, furono progettate da sir Thomas Slade.

## Navi
- HMS Panther

Costruttore: Martin and Henniker, Chatham
Ordinata: 7 maggio 1756
Varata: 22 giugno 1758
Destino: demolita, 1813
- HMS Edgar

Costruttore: Randall, Rotherhithe
Ordinata: 19 aprile 1756
Varata: 16 novembre 1758
Destino: Affondata come frangiflutti, 1774
- HMS Firm

Costruttore: Perry, Blackwall Yard
Ordinata: 11 agosto 1756
Varata: 15 gennaio 1759
Destino: Venduta dopo la dismissione dal servizio, 1791